# La Cañada Flintridge
La Cañada Flintridge è un comune (city) degli Stati Uniti d'America della contea di Los Angeles nello Stato della California. La popolazione era di 20.246 persone al censimento del 2010. Si trova nella Crescenta Valley e all'estremità occidentale della valle di San Gabriel, a nord-ovest di Pasadena. La Cañada Flintridge è la sede del Jet Propulsion Laboratory della NASA (anche se il laboratorio mantiene ancora l'indirizzo postale di Pasadena).

## Geografia fisica
La Cañada Flintridge è situata a 34°12′22″N 118°15′58″W.
Secondo lo United States Census Bureau, ha un'area totale di 8,645 miglia quadrate (22,391 km²).

## Storia
Per gli spagnoli e i messicani l'area era nota come Rancho La Cañada. Prima che la città fosse incorporata nel 1976, erano considerate due comunità distinte, La Cañada e Flintridge. La Cañada deriva dalla parola spagnola cañada (pronuncia "canyada"), che significa canyon, gola, o burrone; Flintridge era il nome del suo sviluppatore, il senatore degli Stati Uniti Frank Putnam Flint.
Flintridge comprende la parte meridionale della città, che copre il fianco settentrionale delle San Rafael Hills, ma più in generale tra cui la maggior parte delle zone a sud di Foothill Blvd. La parte orientale, anche a nord di Foothill Boulevard, in origine era considerato parte di Flintridge ed è ancora sede del Riding Club Flintridge e della Flintridge Preparatory School.
Spesso la città viene chiamata solamente "La Cañada" o raramente "Flintridge". Il nome completo della città in particolare non ha un trattino in esso, questo per dimostrare l'unità tra le due comunità che divennero uno.
In un numero 2015 di Forbes, La Cañada Flintridge era al 121º posto tra le più costose della città degli Stati Uniti.

## Società

### Evoluzione demografica
Secondo il censimento del 2010, c'erano 20,246 persone.

### Etnie e minoranze straniere
Secondo il censimento del 2010, la composizione etnica della città era formata dal 68,9% di bianchi, lo 0,5% di afroamericani, lo 0,1% di nativi americani, il 25,8% di asiatici, lo 0,0% di oceanici, l'1,2% di altre razze, e il 3,4% di due o più etnie. Ispanici o latinos di qualunque razza erano il 6,3% della popolazione.